# 颧骨颧弓
顴骨颧弓是人体面中部，构成面部最宽处的两个骨性结构。该结构位于面中部的前面及侧面，前端起于眶下缘，后端止于外耳道开口的前方。后端部分参与了颞颌关节的组成。其功能主要为从侧面保护面部肌肉和颅脑重要器官和支撑面部的外形。颧骨靠前，颧弓靠后。颧骨是单一骨骼，而颧弓则由颧骨颞突和颞骨颧突联合组成。
不同性别，不同种族的颧骨颧弓有明显的外形和结构特色。所以颧骨颧弓的形状和大小在人类学和考古研究中有重要意义。